# Salomon Michael David
Salomon Michael David (circa 1718/1724 in Hannover – 20. März 1791 in Hannover) war ein deutscher Bankier und Mäzen. Er war zuständig für „die Geld- und Wechselgeschäfte der welfischen Kriegskanzlei“ und zählte zu den reichsten und angesehensten Juden Europas.

## Leben

### Werdegang
Salomon Michael David war Kriegsagent der Welfen. Er war zuständig für „die Geld- und Wechselgeschäfte der welfischen Kriegskanzlei“ und zählte zu den reichsten und angesehensten Juden Europas.
Nachdem David seit längerem geschäftliche Kontakte zu dem Vater von Abraham Isaak in Kopenhagen unterhalten hatte (der mit Sprintze aus Hannover verheiratet war), heiratete Abraham Issak die Tochter Davids, Goldchen. Sie erhielt eine Mitgift von 6.000 Reichstalern und sollte nach dem Tode Salomon Michael Davids noch einmal 10.000 Reichstaler erhalten.
Der Schutzjude David war Begründer des späteren Bankhauses Salomon Michael David & Söhne in Hannover.
Am Ende seines Lebens tätigte Salomon David eine „fromme Stiftung“, jedoch nicht so fortschrittlich wie zuvor sein Vater, sondern nun eher wieder traditionell: Von seiner Stiftung sollten zwei Gelehrte bezahlt werden als Lehrer für arme Mädchen und zukünftige Bräute, jedoch mit der Auflage, dass jeweils zwei Knaben gleichzeitig unentgeltlich unterrichtet werden mussten.
Später musste das Bankhauses Salomon Michael David & Söhne Konkurs anmelden.

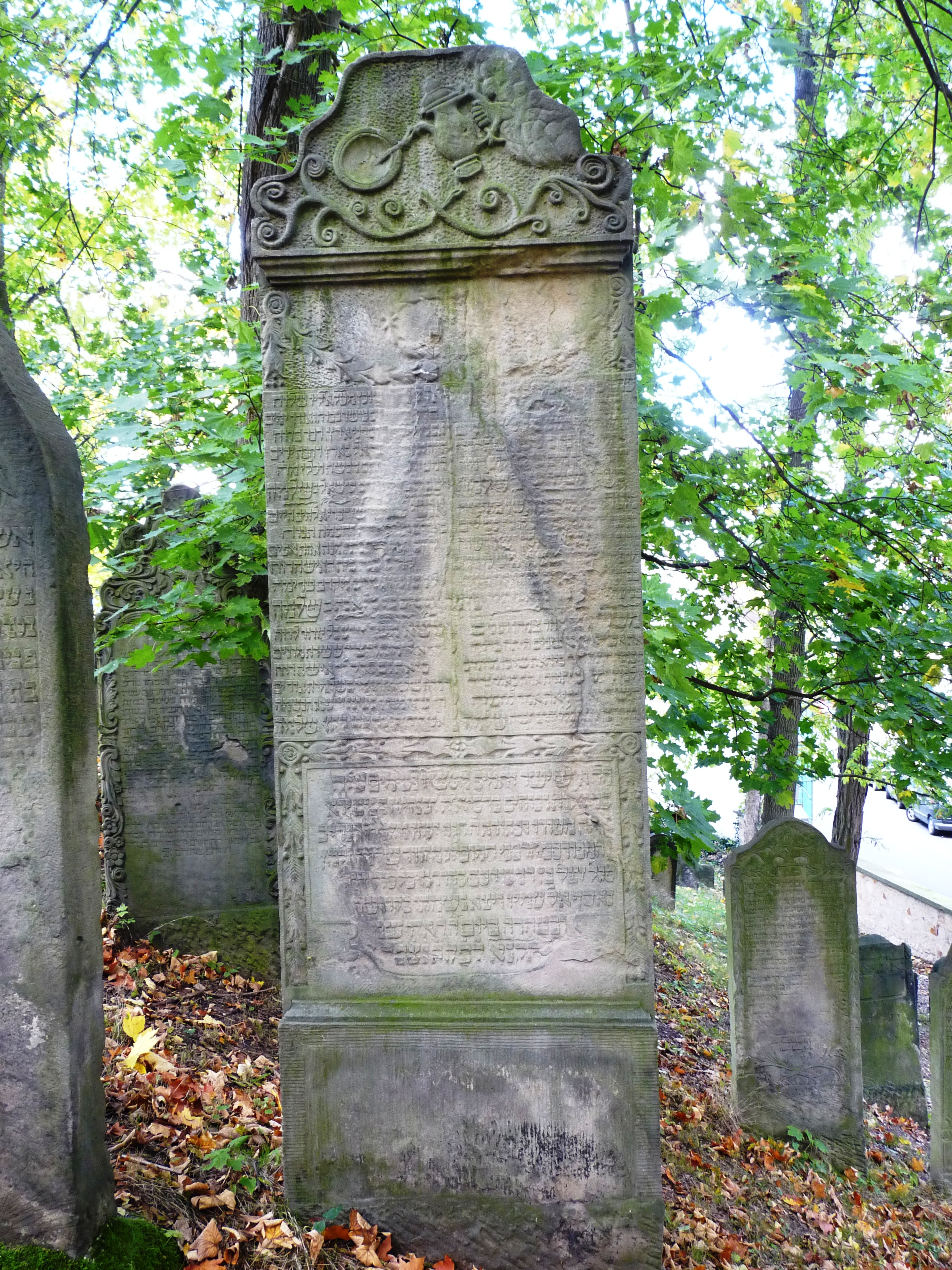
Salomon Michael Davids Grab auf dem jüdischen Friedhof Oberstrasse

Salomon Michael David wurde seinerzeit außerhalb der Stadtbefestigung Hannovers bestattet auf dem Alten Jüdischen Friedhof an der Oberstraße.

### Familie
Die jüdische Familie David gilt als die von der insbesondere durch Moses Mendelssohn vertretene Haskala geprägte intellektuelle Elite in Hannover, die Anfang des 19. Jahrhunderts teilweise zum christlichen Glauben konvertierte. Salomon Michael David, selbst eher den Traditionen verhaftet, entstammte dieser Hofjuden-Familie David, auch Davids.
- Sein Vater war der hannoversche Hof- und Kammeragent Michael David (um 1680/85 – 1758),[1] Gründer einer jüdischen Freischule sowie eines Waisenhauses für Jungen.[8] Sein jüdischer Name war Michael Hannover Halevi

- Sein Bruder war Meyer Michael David (um 1704/10 – 1799), Vater von Elias Meyer Michael David (geb. um 1751/61, konvertiert und getauft 1801),[1] und Gründer einer Freischule sowie eines Waisenhauses für Jungen[8]

Er heiratete
- in erster Ehe seine Cousine Blümchen Minden (geb. in Kopenhagen; gest. 1759),
- in zweiter Ehe 1763 in Wunstorf Susanna Schönche Cleve Gumperz (englische Schreibweise; geb. in Amsterdam; gest. am 29. Dezember 1797 in Hannover), das „Schönchen“, Tochter von Marcus Gomperz, des Vorstehers der Juden von Amsterdam[3]

Zu seinen zahlreichen Kindern zählten unter anderen:
- Bela Salomon (gest. 21. April 1808 in Frankfurt), Ehe 1772 in Minden mit Elias Gumpertz (gest. am 11. Juni 1827 in Frankfurt/M.), Schwester des Beer Cleve Gumpertz
- Levi Salomon al. Levi Lewald (geb. 1754, gest. in Pont à Mousson), getauft 28. Januar 1805 in Hannover; 1. Ehe 1784 mit Fradel Mendelsheim, Tochter des Herz Beer Mendelsheim aus Straßburg (Eltern von Ernst Anton Lewald); 2. Ehe ca. 1798 mit Henriette Gottschalk (gest. 1808 in Düsseldorf)
- Goldchen Salomon (1768 in Hannover – 1791 in Kopenhagen), Ehe 1785 mit Rabbi Abraham Dehn-Ticktin (1764 in Kopenhagen – 1821 in Groningen), Schwester des Isaac Pollac

aus 2. Ehe:
- Philipp Salomon (5. Januar 1766 in Hannover – 1852 ebenda; getauft am 26. Januar 1805),[1] Ehe mit Fredrike Seligmann, Tochter des Aron Elias Seligmann
- Gelchen (Charlotte) Salomon (1768 in Hannover – 1801 in Groningen), Ehe nach 1791 mit ihrem Schwager Rabbi Abraham Dehn-Ticktin
- Benedict (Bendix) Salomon (1770 – April 1808), Ehe mit N.N. Bendemann aus Berlin, gesch.
- David Salomon (1772 in Hannover – 1830 Hamburg); 1. Ehe mit Jeanette Seligmann aus Straßburg, 2. Ehe 1791 mit Jeanette Cerfberr, 3. Ehe mit Henriette Hertz (1785 in Fürth – 1844 in Hamburg), Eltern von Ferdinand David
- Friederike (Fradchen) Salomon (1773 in Hannover – 12. Juni 1811 in Braunschweig); Ehe am 28. Oktober 1794 mit Samuel Levi Eger (11. Juni 1769 in Halberstadt – 3. Dezember 1842 in Braunschweig), Braunschweigischer Landesrabbiner, Sohn des Juda Löb Eger (1741–1814), Oberrabbiner in Halberstadt
- Anna Hannchen Salomon (1778/68 – 1814), Ehe mit Moses Dehn-Ticktin, dem Bruder ihres Schwagers Rabbi Abraham Dehn-Ticktin

- Johann Georg Carl Harrys[4] (19. Januar 1780 in Hannover – 11. November 1838 ebenda), Ehe mit Marie Kessler aus Berlin
- Minchen (Mindelchen, Minna) Salomon Michael David (geb. 1783), Ehe mit Moses Hirsch
- Sarah Salomon al. Sarah Mathilde Philipp (24. September 1790 – 1847), getauft am 26. Januar 1805 in der Garnisonskirche Hannover, unverh.[9]

Darüber hinaus war er „mit den einflussreichsten Hoffaktorfamilien Europas verwandtschaftlich verbunden“.